# La Table servie
La Table servie est une des premières photographies, réalisée sans doute selon le procédé du physautotype, fixée et conservée mais dont l'original a disparu. Elle est attribuée à Nicéphore Niépce, peut-être en collaboration avec Louis Daguerre, et datée vraisemblablement des années 1832-1833 bien qu'elle fût considérée comme la première photographie permanente,, antérieure à l'héliographie Point de vue du Gras (1826 ou 1827). Elle est également la première nature morte en prise de vue, peut-être le second « point de vue » et seule représentation de physautotype historique qui nous soient parvenus,.
Le cliché original, sur plaque de verre, est aujourd'hui perdu et il n'en reste que des reproductions. Il fut offert par Eugène Niépce (petit-fils de l'inventeur) à Alphonse Davanne, lequel le donna à la Société française de photographie en novembre 1891, qui en fit une reproduction parue en 1893. Les deux hommes donnent comme date de réalisation les années 1823-1825, sans mentionner la technique utilisée (a priori héliographique). Selon ces affirmations, La Table servie aurait été photographiée au moins un an avant Point de vue du Gras, et serait donc la plus ancienne photographie qu'il est possible de contempler actuellement. Le premier témoignage concernant l’œuvre vient du physicien écossais James David Forbes, qui la voit chez Isidore Niépce (fils de Nicéphore) en mai 1839.
En l'absence physique du document, disparu vers 1909 (peut-être brisé), ses caractéristiques demeurent hypothétiques. Celles que nous connaissons à présent sont dues aux travaux de Jean-Louis Marignier, chercheur au CNRS, qui a reconstitué le procédé physautotype en 1991, dont l'invention est postérieure à 1830. C'est en effet à l'été 1832 que Niépce et Daguerre auraient élaboré le composé à base d'essence de lavande. Aucun ne mentionne le cliché. Le chercheur établit que le cliché est fondé sur cette technique et donne la date de réalisation au printemps 1833, quelques semaines avant la mort de l'inventeur. Outre le procédé de physautotype plus tardif, les arguments pour une date plus récente que 1823-1825 sont l'utilisation d'une plaque de verre, l'absence de nature morte chez Niépce, mais pratiquée par Daguerre, la citation par Forbes en 1839, ainsi que l'absence de mention faite par Niépce, compréhensible si décès soudain. Pour ces mêmes raisons, l'attribution de la réalisation à Daguerre ne peut être écartée, nonobstant que la plaque était en possession des héritiers de Niépce.
En 2004, Marignier et Lourseau ont réalisé une reconstitution de la table, actuellement visible à la Maison Nicéphore Niépce,. Leur physautotype demanda un temps de pose de quatre heures. Ils dressèrent la table recouverte d'une nappe blanche selon le modèle original, comprenant de gauche à droite (avant l'inversion due à la chambre noire) : une cafetière, un morceau de pain, un verre à pied vide, une écuelle et un bol, une bouteille de vin (?), une cuillère et un couteau, un vase avec des fleurs. Ces dernières sont peu discernables en raison d'une trace de doigt, déjà mentionnée par Forbes, qui atteste de la fragilité de la surface sensible. L'improbabilité d'une scène de repas quotidien confère à l'auteur une indéniable volonté artistique.
Le titre fut peut-être attribué par Eugène Niépce et n'a à l'évidence aucun lien avec la sourate 5 du Coran, homonyme selon les traductions. C'est plus probablement une référence à La Table servie, ces natures mortes peintes au XVIIe siècle.